# NGC 1797
NGC 1797 је спирална галаксија у сазвежђу Еридан која се налази на NGC листи објеката дубоког неба.
Деклинација објекта је - 8° 1' 8" а ректасцензија 5h 7m 44,9s. Привидна величина (магнитуда) објекта NGC 1797 износи 13,5 а фотографска магнитуда 14,4. Налази се на удаљености од 78,0000 милиона парсека од Сунца. NGC 1797 је још познат и под ознакама MCG -1-14-2, MK 1093, IRAS 05053-0805, PGC 16781.